# Visoka napetost
Visoka napetost je izraz, ki označuje visoko napetost v električnih tokokrogih, kjer sta pomembna dejavnika varnost in izolacijske zahteve. Visoka napetost se uporablja predvsem v distribuciji električne energije, v katodnih ceveh, za pridobivanje X-žarkov delcev nosilcev, za iskrenje, za vžig, v fotopomnoževalnih ceveh in v visoko zmogljivih ojačevalnikih za vakuumske cevi in v drugih industrijskih in znanstvenih aplikacij.

## Definicija
Številčno opredelitev visoke napetosti je odvisna od konteksta razprave. Dva dejavnika moramo upoštevati pri klasifikaciji "visoke napetosti" za zmožnost nastanke iskre v zraku in nevarnosti električnega udara z dotikom ali iz bližine. Definicija napetosti obstaja med dvema prevodnikoma v sistemu ali med katerim koli prevodnikom in zemljo.
V distribuciji električne energije napetost večja od 35.000 voltov velja za visoko napetost. To je klasifikacija glede na podlago zasnove aparata in izolacije.
Mednarodna komisija za elektrotehniko in njene državne institucije (IET, IEEE, VDE, itd) so določile, da so napetosti, ki so večje kot  1000 V za izmenični tok in 1500 V za enosmerni tok visoke napetosti. Za nizke napetosti štejemo (50-1000V AC ali 120-1500V DC) in izredno nizke napetosti (<50V AC ali <120V DC). To velja v kontekstu za inštalacijo in varnost električnih napeljav.
V Združenih državah Amerike (2005, National Electrical Code (NEC)), je visoka napetost vsaka, ki je večja od 600V  (člen 490.2). British Standard BS 7671:2008 določa, da je visoka napetost, ko je med dvema prevodnikoma napetost večja od 1000V AC ali 1500V brez valovanja DC ali katera koli napetost med vodnikom in zemljo, ki je večja od 600 V AC ali 900V brez valovanja DC. V nekaterih državah lahko imajo električarji dovoljenje samo za posamezne napetostne razrede.
Širša javnost lahko napetost v gospodinjstvu (100-250V AC), šteje za visoko napetost.
Napetosti, ki so večje od 50 voltov, so lahko po navadi nevarne za človeško telo, če se človek dotika dveh točk tokokroga. Zato so varnostni standardi pri visokih napetostih veliko bolj omejujoči.
Definicija ekstra visokih napetosti (EHV) je odvisna od konteksta razprave. V električni distribuciji se to nanaša na opremo, ki je izdelana za napetost 345,000 voltih med vodnikoma. V elektronskih sistemih kjer je napetost večja, kot 275,000 voltov imenujemo "EHV Power Supply". Ta se pogosto uporablja za poskuse v fiziki.
Pospeševalna napetost v katodnih ceveh za televizorje lahko opišemo kot "ekstra visoka napetost" (EHT), v primerjavi z drugimi napetosti, ki so v opremi. Ta vrsta ponudbe sega od  >5 kV do približno 50 kV.
V digitalni elektroniki logičnega vezja je visoka napetost tista, ki predstavlja 1. Nižja napetost pa predstavlja 0, vendar pa razlika ne sme bit večja kot volt za nekatere logike družin. Starejši sistemi, kot so TTL uporabljajo 5 voltov, novejši računalniki pa 3,3 voltov.

## Varnost
Napetosti nad 50 V na suho človeško kožo lahko povzroči fibrilacijo srca, če skozi njega teče električni tok. Nevarnost električnega toka je večinoma določena z nizko električno prevodnostjo suhe kože. Če je koža mokra, ranjena in ali če napetost elektrod prodre v kožo potem so lahko tudi napetosti pod 40 V smrtno nevarne, če pride do stika.
Naključni stik z visoko napetostjo po navadi povzroči hude poškodbe ali smrt. To se zgodi, ko skozi človeško telo teče tok in povzroči poškodbe tkiva in srčno popuščanje. Druge poškodbe lahko vključujejo opekline. Te poškodbe so lahko še posebej nevarne, če so prizadete žrtvene dihalne poti. Poškodbe se lahko tudi zgodijo kot rezultat neke sile na človeka, ki doživi padec z višine. Nizkoenergijska  izpostavljenost  visoki  napetosti je lahko neškodljiva, kot so iskre proizvedene v suhih pogojih.

## Iskrenje v zraku
Moč dielektrične razčlenitve suhega zraka, pri standardni temperaturi in tlaku, med sferičnima elektrodama je 33kV/cm. To je samo približna oporna točka, saj je dejanska razčlenitev napetosti odvisna od oblike elektrod in velikosti. Močna električna polja pogosto proizvajajo korone vijoličaste barve, kot so vidne tudi iskre. Napetost pod približno 500-700 voltov ne more proizvesti dobro vidne iskre ali žarka v zraku pri atmosferskem tlaku, tako iz tega sklepamo da so napetosti "nizke". Vendar pa v razmerah, ko je nizki atmosferski tlak (na primer pri visoko letečih letalih), ali pa v okolju žlahtnih plinov kot so argon, neon, itd., se iskre pojavijo tudi pri precej nižjih napetosti. 500-700 voltov ni določeno kot minimum za proizvodnjo isker oz. dielektrične razčlenitve.
Medtem ko pri nižji napetosti ne bo skok vrzeli, ki je prisotna pred uporabo napetosti, prekinitev električnega toka pa pogosto povzroča nizko napetostne iskre ali lok. Ko se kontakti razklenejo, nekaj manjših stičnih točk ostanejo še zadnje v stiku. Tok se nabije v te še zadnje stične točke, da postanejo žareče. Tudi pri majhni 9V bateriji lahko opazimo iskro v temnejšem prostoru. Če sta napajanje in obremenitev dovolj velika, lahko tudi tok ustvari obliko loka. Ko nastane, se lahko lok podaljša dokler ne pride razčlenitve. Poskus, da odprete induktivno vezje, velikokrat ustvari lok, ker induktivnost zagotavlja visoko napetostni pulz v primeru prekinitve toka. V AC sistemih je ustvarjanje iskre veliko manj pogosto, saj se tok vrne na ničlo dvakrat v enem ciklu. Lok se ugasne vsakič, ko gre tok skozi nič, zato se mora regenerirati v naslednji polovici cikla, da ustvari lok.
Za razliko od ohmskih prevodnikov se napetost na koncih loka zmanjšuje tok pa povečuje. Zaradi tega nastajajo nepredvidljivi loki, ki so lahko nevarni za električne naprave saj, ko je tok začel teči in če ga je trenutno dovolj na voljo potem lahko lok raste. Takšni loki lahko povzročijo veliko škode na opremi in predstavljajo resno nevarnost požara. Za namerno proizvajanje lokov, kot se uporablja pri razsvetljavi in varjenju potrebujemo nekaj elementov v vezju za stabilizacijo loka.

## Elektrostatične naprave in pojavi
Visoka napetost ni nujno nevarna če more zagotoviti precejšnega toka. Pri nizki vlagi se električna iskra se po navadi pojavi pri napetosti nad 700V. Na primer iskre, ki se pojavijo pozimi na vratih avtomobila, lahko vključujejo napetost tudi do 20.000V. Prav tako naprave za poskuse fizike, kot so Van de Graaff generatorji in Wimshrurst stroji lahko proizvajajo tudi do 1.000.000 voltov. Te naprave imajo količino shranjene energije, tako da proizvajajo nizki tok in običajno za kratek čas. Med praznjenjem, ti stroji uporabljajo visoke napetosti v telesu le milijoninko sekunde ali manj.
Praznjenja lahko vključujejo zelo visoke moči v zelo kratkih obdobij, ampak, da bi prišlo do fibrilacije srca, mora električno napajanje proizvesti veliko količino toka v srčno mišico. Z drugimi besedami mora zagotoviti dovolj energije za poškodbe tkiva preko segrevanja.
Tesla tuljave niso elektrostatične naprave in lahko proizvedejo velike tokove za trajne intervale.

## Električni daljnovodi
Za električno distribucijo se vedno uporabljajo napetosti bistveno višje od 50 voltov, tako da stik oz. pristop blizu vodnikov predstavlja nevarnost električnega udara. Stik z daljnovodnimi vodniki je pogosto vzrok hudih poškodb ali smrti. Železne letve, kmetijska oprema, jambor čolnov, gradbeni stroji, zračne antene in podobni predmeti ki pridejo v stik z daljnovodno žico se pogosto končajo s smrtnim izidom. Kopati v zemljo in pri tem naleteti na podzemni kabel je lahko nevarno. Izkopna oprema (bodisi ročno orodje ali delovni stroj), lahko pride v stik z vodnikom, zaradi česar je nevarno za delavce v bližini, ki lahko doživijo električni udar. Tudi napaka na visoko napetostnih daljnovodih je lahko rezultat visokih tokov, ki teče vzdolž površine zemlje in pri tem ustvarja dvig potenciala zemlje, ki lahko prav tako predstavlja nevarnost električnega udara.
Nepooblaščene osebe, ki plezajo na steber, daljnovode ali na druge električne naprave so prav tako pogoste žrtve električnega udara. Pri zelo velikih napetosti je lahko nevaren že pristop blizu vodnika, saj lahko visoko napetostna iskra preskoči že precejšno razdaljo.
Posebej usposobljeno osebje za visoke napetosti in ekstra visoke napetosti daljnovodov, uporabljajo tako imenovano tehniko "live line", ki dovoljuje stik za napetostjo opremo. V tem primeru je delavec električno priključen na visoko napetostni vodnik, ampak hkrati tudi temeljito izoliran proti tlem, tako da je na istem električnem potencialu kot na vodniku. Ker je usposabljanje za takšne operacije dolgotrajno in še vedno predstavlja nevarnost za osebje, se tem oblikam tehnike poslužujejo le nujno potrebne oblike vzdrževanja. Izven teh nujno potrebnih popravil pa se ne smemo zanašati, da smo zaščiteni pred tokom, če smo izolirani z zemljo, kajti lahko se pojavi iskrenje, ki pa lahko povzroči opekline celo ozemljeni osebi (dotikanje zračne antene je lahko nevarno ravno iz teh razlogov).
Zaščitna oprema na visokonapetostnih daljnovodih običajno preprečuje nastanek nezaželenih lokov ali pa zagotavlja hlajenje. Električni aparati, ki prekinjajo visoke napetosti vezja, so narejeni tako, da se lok razprši brez poškodb. Visokonapetostni odklopniki pogosto uporabljajo sunek visokega pritiska dielektričnega plina (npr. SF6 pod pritiskom) ali pa s potopitvijo v mineralno olje, da pogasi lok pri odklopu visoko napetostnega kroga.

## Nevarnost napetostnega loka
Odvisno od morebitnega kratkega stika so trenutno na voljo različne stikalne naprave v katerih so opisane možne nevarnosti pri vzdrževanju in delovanju naprave. Najvišja temperatura loka, ki lahko doseže tudi do 10.000 kelvina, povzroča sevanje, širjenje vročega zraka in eksplozivno izparevanje kovine in izolacijskega materiala, kar lahko povzroči hude poškodbe nezaščitenemu delavcu. Takšna stikala so pogosto prisotna v električnih postajah, industrijskih obratih in velikih poslovnih zgradbah. V Združenih državah Amerike (National Fire Protection Association) je objavila smernice standarda ([[NFPA]] 70E) za ocenjevanje in izračun nevarnosti, ki tudi predpisuje standarde za ustrezno zaščito za delavce, ki so izpostavljeni takim nevarnosti na delovnem mestu.

## Nevarnosti eksplozij
Tudi napetost je dovolj, da ustvari dovolj energije za vžig atmosfere, ki vsebuje vnetljive pline, hlape ali prašnih usedlin. Na primer, vodikov plin, zemeljski plin ali bencin. Med primere industrijskih objektov, kjer je nevarnost eksplozij so petrokemične rafinerije, kemične tovarne, dvigala za žito in premogovniki.
Ukrepi, sprejeti za preprečevanje eksplozij so:
- Notranja zaščitna sredstva naprav, ki ne morejo shranjevati veliko električne energije, ki sprožijo eksplozijo.
- Povečana zaščita za naprave, ki uporabljajo olja za hlajenje.
- Proti požarna ohišja, ki so zasnovana tako, da če pride do požara ali eksplozij v ohišju se ta ne prenese na zunanjo okolico in s tem povečanja eksplozije (to ne pomeni, da bo naprava preživela požar ali eksplozijo).

## Strupeni plini
Električna razčlenitev vključno z delnim izklopom in korono, lahko ustvarja majhni delež strupenih plinov, ki lahko v zaprtem prostoru predstavlja resno grožnjo nevarnosti za zdravje ljudi. Ti plini vsebujejo ozon in različne dušikove okside.

## Strela
Najobsežnejše iskre naravno proizvaja strela. Povprečna negativna strela prenaša približno 30-50 kiloamperov, hkrati prenese naboj petih coulombov in pa 500 MJ energije (dovolj svetlobe, da 10-vatna žarnica gori 2 meseca). Vendar pa lahko v pozitivna strela v povprečju (v vrhuncu nevihte) proizvede tok 300 kA do 500 kA, hkrati prenese naboj 300 coulombov in ima potencial razliko 1 gigavoltov, tako da lahko absorbira dovolj energije za svetlobo 100 W žarnice do 95 let. Negativne strele po navadi ne trajajo dalje, kot deset mikrosekund, vendar so tudi večkratni udari pogosti. Pozitivne strele pa se po navadi pojavljajo kot en sam  dogodek. Vendar pa lahko večji tok  pri pozitivnih strelah povzroča veliko večje segrevanje in je tako bolj nevaren, kot pa negativne strele.
Nevarnost strele predstavlja udar na osebo ali lastnino. Vendar pa lahko tudi strela, ki udari v zemljo  povzroči spremembo napetosti, kot tudi elektromagnetni pulz, ki lahko nabije kovinske predmete z napetostjo, kot so telefonski vodnik, ograja in cevovod. Čeprav veliko teh elementov ni prevodnih lahko zelo visoka napetost povzroči električno razčlenitev izolatorjev in tako postanejo prevodni. Ti potenciali so nevarni za ljudi, živali in elektronske aparate. Strele so nevarne tudi, ker povzročajo tudi požare in eksplozije, ki imajo za posledico smrtne žrtve, poškodbe in materialno škodo. Na primer vsako leto je v Severni Ameriki na tisoče požarov, ki se začnejo zaradi udara strele.
Ukrepi za nadzor nad udari strele lahko ublažijo nevarnost, sem spadajo strelovodi, zaščita vodnikov in lepljenje električnih in konstrukcijskih delov stavb.